# Алпатов, Николай Михайлович
Николай Михайлович Алпатов (1924—2011) — советский военный строитель, инженер-полковник. Заслуженный строитель РСФСР. Лауреат премии Совета Министров СССР.

## Биография
Николай Алпатов родился 20 ноября 1924 года в селе Манаенки (ныне — Арсеньевский район Тульской области). Участвовал в боях Великой Отечественной войны.
В послевоенное время Алпатов проживал в городе Гжатске (Гагарине) Смоленской области, работал на строительстве промышленных и гражданских объектов, а также объектов атомной энергетики Советского Союза. Участник ликвидации последствий аварии на Чернобыльской АЭС. За большие заслуги в строительной индустрии Алпатову было присвоено звание заслуженного строителя РСФСР и присуждена премия Совета Министров СССР.
Скончался 5 августа 2011 года, похоронен на Загородном кладбище Гагарина.
Почётный гражданин Гагарина. Был также награждён орденами Отечественной войны I и II степеней, тремя орденами Красной Звезды, орденами Трудового Красного Знамени и «Знак Почёта», рядом медалей.